# Hlubočany
Hlubočany är en ort i Tjeckien.   Den ligger i regionen Södra Mähren, i den östra delen av landet, 210 km sydost om huvudstaden Prag. Hlubočany ligger 267 meter över havet och antalet invånare är 473.
Terrängen runt Hlubočany är platt åt sydost, men åt nordväst är den kuperad. Runt Hlubočany är det ganska tätbefolkat, med 72 invånare per kvadratkilometer. Närmaste större samhälle är Vyškov, 5,2 km norr om Hlubočany. Trakten runt Hlubočany består till största delen av jordbruksmark.